# 毒毛
毒毛（どくもう）とは、ドクガ科、カレハガ科、ヒトリガ科、イラガ科、マダラガ科の一部の幼虫（ケムシ）がもつ毒のある毛や棘の総称である。
毒針毛（どくしんもう）と毒棘（どくきょく）の2種類のタイプがある。

## 毒針毛
ドクガ科、カレハガ科、ヒトリガ科の一部の幼虫がもつ毒毛のタイプである。特にドクガ科の毒針毛は抜けやすく、風が吹いただけでも、抜けることが多い。そのため、直接触れなくとも、皮膚や衣服などに付着していることもある。ドクガ（種）の毒針毛は、長さが0.1 - 0.2 mmほどで片方の端は鋭く尖り反対側の端は4 - 5本に分かれて広がっている。毒針毛の中にはヒスタミンのほか、いくつかの毒（プロテアーゼ、エステラーゼ）が入っている。毒針毛は広がった方の端を外側にして幼虫の主に背中側にある毒針毛叢生部（そうせいぶ）に束になってセットされている。毒針毛が毒針毛叢生部から抜けて皮膚に付着し、その部分を手などで擦ったりしたときに皮膚に刺さる。一度皮膚に刺さってしまうと片方が広がった形状と毒針毛表面にある小さな棘によって簡単には抜けない構造になっている。毒針毛は2齢幼虫では数百本ほどしかないが、大きくなるにつれて本数が多くなり終齢幼虫では650万本に達する。

## 毒棘
イラガ科、マダラガ科の一部の幼虫がもつ毒毛のタイプである。毒針毛と異なり抜けることなく、触れることによって毒液を皮膚に注入する。

## 参照資料
1. 1 2 3 4 5 6  “北海道のドクガ 皮膚炎の原因 毒針毛 (顕微鏡写真有り)”.   北海道立衛生研究所. 2015年7月25日閲覧。
2. ↑  “ドクガ類について”.   名古屋市役所 名古屋市衛生研究所. 2015年8月1日閲覧。
3. ↑  “有毒ケムシ類－ドクガとイラガ ドクガ類の毒針毛”.   神奈川県衛生研究所. 2015年8月1日閲覧。